# Ousmane Tiecoura
Ousmane Tiecoura (23 febbraio 1977) è un ex calciatore nigerino, di ruolo difensore.

## Carriera

### Club
Tra il 1996 ed il 1999 ha giocato nella seconda divisione polacca, mentre nella stagione 1999-2000 ha giocato nella terza divisione polacca.

### Nazionale
Tra il 1994 ed il 2003 ha giocato 6 partite con la nazionale nigerina.